# Рева (округ)
Рева (хинди रीवा जिला; англ. Rewa) — округ в индийском штате Мадхья-Прадеш. Образован в 1950 году. Административный центр — город Рева. Площадь округа — 6314 км². По данным всеиндийской переписи 2001 года население округа составляло 1 973 306 человек. Уровень грамотности взрослого населения составлял 62 %, что немного выше среднеиндийского уровня (59,5 %). Доля городского населения составляла 16,2 %.

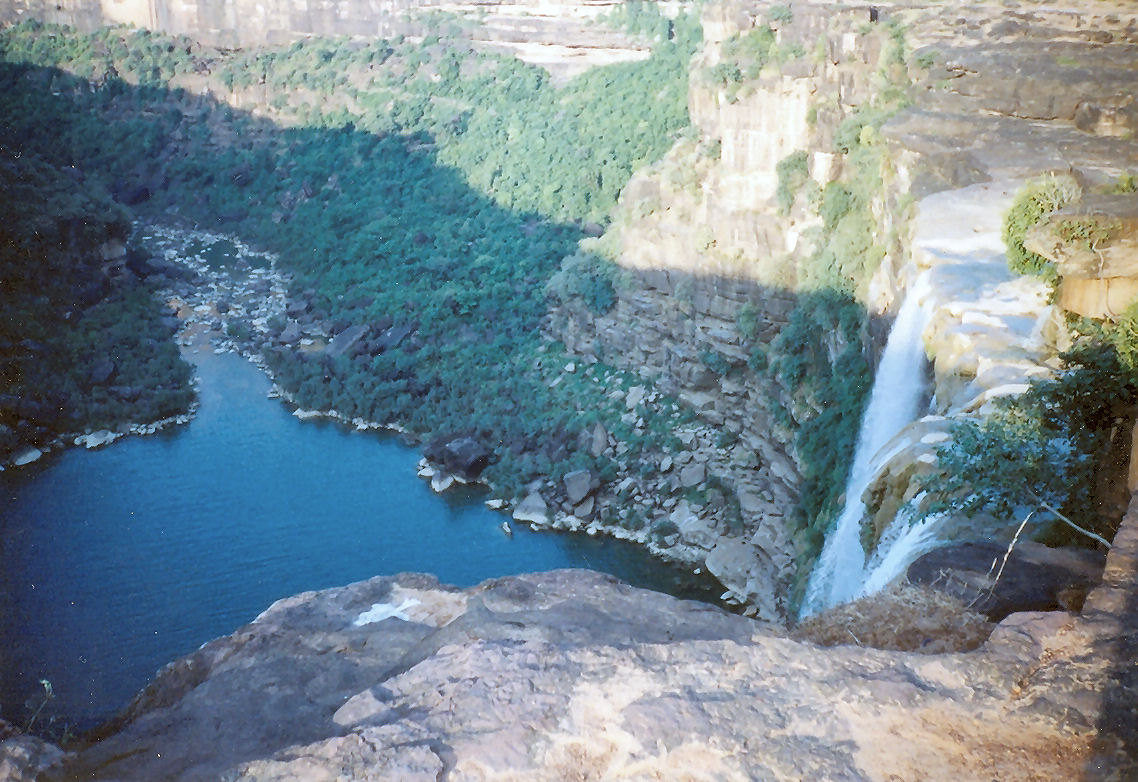
Водопад Кеоти